# Торвалдур Тородсен
Торвалдур Тородсен (на исландски: Þorvaldur Thoroddsen) е исландски геолог, геоморфолог, изследовател на Исландия.

## Произход и ранни години (1855 – 1881)
Роден е на 6 юни 1855 година в Брейдафиорд, Исландия, в семейството на писателя Джон Торвалдур. През 1875 завършва книжовно училище в Рейкявик и постъпва в Университета в Копенхаген, специалност естествена история и зоология.
Като студент през 1876 г. участва в геоложка експедиция в Исландия, ръководена от датския геолог Фредерик Йонструп, която изследва вулкана Аскя, езерото Миватън и лавовата пустиня Оудаудахрьойн и това негово участие засилва интереса му към геологията. Поради недостиг на финансови средства прекъсва обучението си и се връща в Исландия. През 1880 г. се установява в Северна Исландия като преподавател в местното училище.

## Изследователска дейност (1881 – 1898)
От 1881 до 1898 г. през летните 3 – 4 ваканционни месеци Тородсен изследва релефа на вътрешните райони на Исландия, а зимата обработва събраните материали.
От 1881 г., главно със собствени средства и с „примитивно оборудване и екипировка“, изследва ограничени райони от страната. Едва в началото на 90-те години на ХІХ век, когато трудовете му стават известни в Европа, получава скромни средства от местните власти, датското правителство и двама скандинавски спонсора.
През 1881 г. изследва езерото Миватън (на изток от Акурейри), фиорда Рейдар (65º с.ш.) и крайбрежието на юг от него до 64º 30` с.ш. На юг от Акурейри изследва ледниковия масив Хофсийокудъл (височина до 1765 м).
През 1883 г. изследва покрития с лава, необитаем и никога не посещаван от геолози (1900 км2) югозападен полуостров на Исландия – Рейкянес. Пресича полуострова в различни направления, като описва и картира около 30 вулкана и над 700 кратера, а също множество пукнатини, от които изтича лава.
През 1884 г. изследва и извършва топографска снимка на лавовото плато Оудаудахрьойн (3500 км2, най-голямо в Европа) и вулкана Аскя (1510 м), издигащ се в него в централната част на страната.
През 1886 – 1887 г. изследва крайбрежието на северозападния полуостров на Исландия (дължина на бреговата линия 1800 км) и ледения масив Драунгайокудъл (350 км2, 925 м).
През 1888 г. се изкачва по долината на река Хвитау до извора ѝ – езерото Хвитаурватън, където прекарва няколко седмици в усилени изследвания. След това на запад изследва ледника Лаунгийокудъл (1022 км2, 1410 м), а на изток – ледника Хофсийокудъл (ок. 1000 км2, 1765 м) и планината Кедлингар (1393 м).
През 1889 г. на изток от вулкана Хекла открива езерата Фискивьотън и изследва средното течение на река Тьоурсау, включително езерото Тьоурисватън (70 км2) и на изток от него открива езерото Лаунгисьоур.
През 1890 г. изследва п-ов Снайфедлснес в западната част на Исландия и брега на залива Фахсафлоуи, където събира богат геоложки материал и детайлно картира и изследва местните групи кратери и горещи извори.
През 1893 г. изследва югоизточното крайбрежие на острова, южния край на ледника Мирдалсийокудъл (700 км2), на запад от вулкана Лаки (818 м) открива вулканичната пропаст Елдгя (дълж. 30 км, ширина 150 м, дълбочина 130 м) и на север от нея изследва езерата Фискивьотън и Тьоурисватън.
През 1894 г, провежда геолого-географски изследвания на югоизточната част на ледника Ватнайокудъл.
През 1895 г., на североизток от Акурейри изследвал масива Бурфелд (761 м), крайбрежието на Аксар фиорд до нос Ривстаунги (66°32′ с. ш. 16°12′ з. д. / 66.533333° с. ш. 16.2° з. д., най-северната точка на Исландия), крайбрежието на Тистил фиорд, п-ов Лаунганес и районите на юг от него, където открива няколко вулкански реки и езера.
През 1896 г. изследва трите северни безимени полуострова на Исландия, разположени между заливите Скяулванди и Хунафлоуи и бреговете на фиордите Ейя и Скага, отделящи ги един от друг. От Акурейри се придвижва на юг до 65º с.ш., завива на запад, и на запад от ледника Лаунгийокудъл изследва езерата Арнарватън.
През 1897 г. изследва низините в югозападната част на острова и районите между Лаунгийокудъл на юг и залива Хунафлоуи на север. През 1898 г. изследва северозападната част на вътрешното плато, особено подробно ледника Ейрихсийокудъл и района на Боргар фиорд (залив на Фахсафлоуи).

## Следващи години (1899 – 1921)
През 1899 г. Тородсен подава оставка в училището, в което преподава, заминава за Копенхаген и се отдава на научна дейност. През 1894 е удостоен докторска степен по геология от университета в Копенхаген, а от 1902 е професор в същия университет. По това време издава двете си книги „Geschichte der islandischen Geographie“ (Leipzig, 1897) и "Island, Grunriss der Geographie und Geologie” (Gotha, Tl. 1 – 2, 1905 – 1906) и геоложка карта на Исландия през 1901. През 1906 г. става носител на златен медал от Американското географско дружество.
Умира на 28 септември 1921 година в Копенхаген на 66-годишна възраст.